# Tor2web
Tor2web — проект, обеспечивающий доступ к сервисам Tor из браузера, без прямого подключения к сети Tor.

## История
Tor — это сеть, которая позволяет людям пользоваться интернетом анонимно (хотя с известными недостатками) и публиковать материалы на «скрытых сервисах Tor», которые из соображений безопасности существуют только в сети Tor и, таким образом, как правило, доступны только относительно небольшому количеству людей. 
Аарон Шварц и Вирджил Гриффит разработали Tor2web в 2008 году как способ поддержать анонимные публикации через Tor, позволяя материалам оставаться анонимными и, в то же время, делая их доступными для более широкой аудитории.

## Эксплуатация и безопасность
В отличие от типичных доменов верхнего уровня, таких как .com, .org, или .net, URL-адреса скрытых сервисов заканчиваются .onion и доступны только при подключении к Tor. Tor2web — посредник между скрытым сервисом и пользователем, который делает скрытый сервис видимым для пользователя, не подключенного к Tor. Для этого пользователь в URL-адресе скрытого сервиса и заменяет .onion на .onion.ps.
Как и Tor, Tor2web использует серверы, которые работают на добровольной основе за счёт волонтёров.
Tor2web сохраняет анонимность авторов, но сам по себе не является инструментом, обеспечивающим анонимность и не имеет никакой защиты для пользователей, не использующих защищённый протокол HTTPS. Начиная с версии 2.0, предупреждение о конфиденциальности и безопасности добавляется в заголовок каждой веб-страницы, предлагая читателям использовать Тор-браузер для обеспечения большей анонимности.

## Список литературы
1. ↑  Aaron, Swartz. In Defense of Anonymity. Raw Thought (24 октября 2008). Дата обращения: 4 февраля 2014. Архивировано 20 августа 2019 года.

## Внешние ссылки
- tor2web.org (англ.) — официальный сайт Tor2web